# Enkeltfagsordbog
En enkeltfagsordbog er en fagordbog, der er udarbejdet til at dække ordforrådet inden for et enkelt, selvstændigt fagområde, fx en juridisk ordbog eller en regnskabsordbog, idet formålet med en sådan ordbog er at beskrive det ordforråd, som benyttes inden for hhv. faget jura og regnskab. En enkeltfagsordbog kan sammenlignes og kontrasteres med en flerfagsordbog og en delfagsordbog.

## Forskellige fordele
Fordelen ved en enkeltfagsordbog er, at den har et større leksikografisk potentiale end en flerfagsordbog. Enkeltfagsordbogen kan indeholde mange flere termer inden for det valgte fagområde på den samme plads, da den kun skal dække et fagområde. Dette betyder også, at en enkeltfagsordbog typisk er en maksimerende ordbog.
Set fra en faglig synsvinkel kan en enkeltfagsordbog indeholde mange flere faglige og sproglige oplysninger om opslagsordene (lemmata) end en flerfagsordbog af et tilsvarende omfang. Dette er især vigtigt i forbindelse med bilingvale og polylingvale ordbøger, da der også kan være behov for at give både faglige og sproglige oplysninger om ækvivalenterne.

## Relevant litteratur
- Sandro Nielsen: "Forholdet mellem alordbøger og enkeltfagsordbøger", i: R. V. Fjeld (red.): Nordiske studier i leksikografi. Nordisk forening for leksikografi 1992, 275-287.